# Demakijo
Demakijo is een bestuurslaag in het regentschap Klaten van de provincie Midden-Java, Indonesië. Demakijo telt 2424 inwoners (volkstelling 2010).